# Emile Francis Trophy
Emile Francis Trophy – nagroda przyznawana corocznie w lidze American Hockey League najlepszemu zespołowi w Dywizji Atlantyckiej w sezonie zasadniczym. W sezonach 2001/2002 i 2002/2003 najlepszej drużynie Dywizji Północnej. Nazwa trofeum pochodzi od nazwiska kanadyjskiego trenera Emila Francisa. Przez pierwsze dwa sezony od przyznawania przyznawano ją najlepszemu zespołowi w North Division. Trofeum to nie jest równoznaczne z Emile Francis Award.

## Zdobywcy

### Zwycięstwo w Dywizji Północnej
- 2002 - Lowell Lock Monsters
- 2003 - Providence Bruins

### Zwycięstwo w Dywizji Atlantyckiej
| Sezon     | Zwycięzca           |
| --------- | ------------------- |
| 2003/2004 | Hartford Wolf Pack  |
| 2004/2005 | Manchester Monarchs |
| 2005/2006 | Portland Pirates    |
| 2006/2007 | Manchester Monarchs |
| 2007/2008 | Providence Bruins   |
| 2008/2009 | Hartford Wolf Pack  |
| 2009/2010 | Worcester Sharks    |
| 2010/2011 | Portland Pirates    |
| 2011/2012 | St. John’s IceCaps  |
| 2012/2013 | Providence Bruins   |
| 2013/2014 | Manchester Monarchs |
| 2014/2015 | Manchester Monarchs |
| 2015/2016 | Hershey Bears       |